# 南部通信
南部 通信（なんぶ みちのぶ）は、江戸時代前期から中期にかけての大名。陸奥国八戸藩の第3代藩主。官位は従五位下・遠江守。

## 略歴
盛岡藩の第3代藩主・南部重信の子として誕生。生母は豪商松橋孫助の娘・澤（浄生院）。幼名は内匠。
元禄12年（1699年）、先代藩主で従兄にあたる南部直政の末期養子となり、同年5月に跡を継いだ。通信は有能な人物で、文武に優れ、馬術を得意とし、さらに茶道や和歌、蹴鞠にも通じた豊かな教養人でもあった。
藩政においては、倹約令の制定、物価の統制、凶作対策や買占めの取り締まり、文武の奨励など様々な藩政改革に着手して、藩政の発展に貢献した。
享保元年（1716年）8月24日、44歳で死去し、跡を長男・広信が継いだ。墓所は青森県八戸市の南宗寺。

## 系譜
父母
- 南部重信（実父）
- 澤、浄生院 ー 松橋孫助の娘、側室（実母）
- 南部直政（養父）

正室
- 友、秋林院 ー 前田利明の娘

側室
- 桂七郎大夫の妹

子女
- 南部広信（長男）生母は側室